# Turowszczyzna Mała
Turowszczyzna Mała – dawna wieś. Tereny na których leżała znajdują się obecnie na Białorusi, w obwodzie witebskim, w rejonie dokszyckim, w sielsowiecie Berezyna.

## Historia
W czasach zaborów w gminie Tumiłowicze, w powiecie borysowskim, w guberni mińskiej Imperium Rosyjskiego.
W dwudziestoleciu międzywojennym wieś leżała w Polsce, w województwie wileńskim, w powiecie duniłowickim, w gminie Tumiłowicze, a po II wojnie światowej następnie w Białoruskiej SRR.
Według Powszechnego Spisu Ludności z 1921 roku zamieszkiwało tu 49 osób, wszystkie były wyznania prawosławnego i zadeklarowały białoruską przynależność narodową. Było tu 8 budynków mieszkalnych. 